# Antoine Andurand
Antoine Andurand es un político francés nacido el  en Villefranche-de-Rouergue (Aveyron) y murió el  en el mismo lugar.

## Biografía
Es hijo de un abogado en el parlamento de Clairvaux, Jean-François Andurand y Marie Lobinhes.
Es uno de los primeros ingenieros agrimensores de la oficina de catastro de Haute-Guyenne.
Abogado, fue diputado del Tercer Estado a los Estados Generales de 1789 por el Senescal de Villefranche-de-Rouergue. Luego fue administrador del departamento y luego presidente del tribunal penal en 1801.